# Anton Guadagno
Anton Guadagno (* 2. Mai 1925 in  Castellammare del Golfo (Sizilien); † 16. August 2002 in Wien) war ein italienischer Dirigent. Er besaß die US-amerikanische Staatsbürgerschaft.

## Leben und Wirken
Anton Guadagno studierte Komposition und Dirigieren am Conservatorio Vincenzo Bellini in Palermo, an der Accademia di Santa Cecilia in Rom sowie am Salzburger Mozarteum, wo er mit Herbert von Karajan zusammenarbeitete und im Jahr 1948 einen ersten Preis in Dirigieren gewann. Nach seinem Studienabschluss begann er seine Laufbahn mit Dirigaten in Südamerika und Mexiko-Stadt, wo er für zwölf Jahre die Position des Musikdirektors am Palacio de Bellas Artes innehatte.
In den Vereinigten Staaten debütierte er 1952 in der Carnegie Hall. 1958/1959 war er assistierender Dirigent an der Metropolitan Opera, leitete in dieser Zeit aber keine Vorstellungen. Erst in den Jahren 1982 und 1983 übernahm er an diesem Opernhaus Gastdirigate (Il trovatore und Un ballo in maschera). Von 1966 bis 1972 war er Musikdirektor der Philadelphia Lyric Opera Company.
Gastdirigate führten ihn international an zahlreiche weitere führende Opernhäuser wie das Londoner Royal Opera House, das Teatro Colón, die Opera de Paris, die San Francisco Opera, die Cincinnati Opera, die Oper Köln, die Bayerische Staatsoper, die Hamburgische Staatsoper, die Opéra de Monte Carlo, an das Gran Teatre del Liceu in Barcelona, das Gran Teatro Nacional del Perú in Lima, die Arena di Verona und nach Berlin. Er arbeitete mit zahlreichen weltbekannten Sängern zusammen, zum Beispiel Plácido Domingo, Montserrat Caballé, Luciano Pavarotti, Renata Tebaldi, Franco Corelli, Piero Cappuccilli, Katia Ricciarelli, Francisco Araiza, Giuseppe Di Stefano, Sherrill Milnes, Mara Zampieri, Nicolai Ghiaurov, Alfredo Kraus, Richard Tucker und vielen anderen.
Seit 1972 dirigierte er fast 30 Jahre lang an der Wiener Staatsoper und leitete dort über 245 Vorstellungen (Faust, Cavalleria rusticana und Pagliacci, Il barbiere di Siviglia, La Bohème, Madama Butterfly, Tosca, Turandot, Manon Lescaut, La franciulla del West, Don Carlos, La traviata, Rigoletto, Otello, Luisa Miller, Un ballo in maschera, Il trovatore, Aida, Nabucco, I Vespri Siciliani, Carmen, Lucia di Lammermoor, L’elisir d’amore, Fedora und Andrea Chénier). Zudem war er ab 1984 Chefdirigent der Palm Beach Opera und ab 1997 erster Gastdirigent des Tokyo Philharmonic Orchestra. Zuletzt wirkte er auch als musikalischer Leiter der Opernfestspiele St. Margarethen.
Guadagno starb an den Folgen eines Herzanfalls, nachdem er einen Tag zuvor bei den Opernfestspielen St. Margarethen Verdis Otello dirigiert hatte.

## Privates
Guadagno war verheiratet, sein Sohn ist der Dirigent Steven Guadagno.

## Ehrungen
- Ehrenkreuz für Wissenschaft und Kunst der Republik Österreich[1]